# Silberner Bär/Bester Darsteller

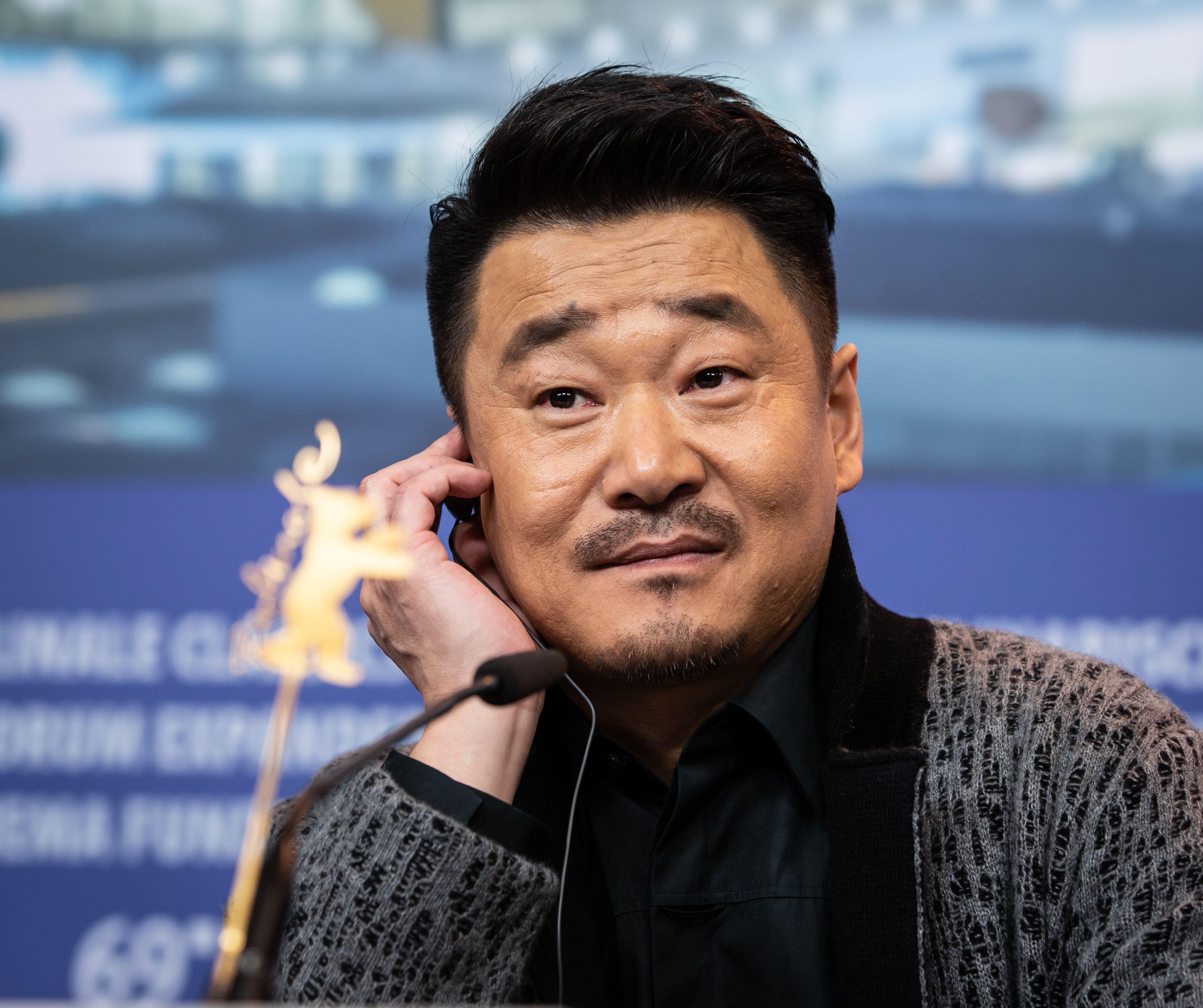
Preisträger 2019: Wang Jingchun für Bis dann, mein Sohn

Der Silberne Bär für den besten Darsteller honorierte bei den jährlich veranstalteten Filmfestspielen von Berlin die beste schauspielerische Leistung eines Haupt- oder Nebendarstellers in einem Wettbewerbsfilm (Spielfilm). Die Auszeichnung wurde erstmals bei der sechsten Auflage des Filmfestivals im Jahr 1956 verliehen. Über die Vergabe des Preises stimmte die Wettbewerbsjury ab, die sich meist aus internationalen Filmschaffenden zusammensetzt.
Nach 2020 entfielen die Auszeichnungen für den besten Darsteller und die beste Darstellerin, stattdessen werden nun genderneutrale Preise für die beste schauspielerische Leistung in einer Hauptrolle sowie die beste schauspielerische Leistung in einer Nebenrolle verliehen.

## Preisträger
Am häufigsten mit dem Darstellerpreis ausgezeichnet wurden US-amerikanische Filmschauspieler (20 Siege), gefolgt von ihren Kollegen aus Frankreich (7) und Deutschland beziehungsweise der DDR (6). Je zweimal triumphieren konnten die US-Amerikaner Sidney Poitier (1958 und 1963) und Denzel Washington (1993 und 2000), der Franzose Jean Gabin (1959 und 1971) und der Spanier Fernando Fernán Gómez (1977 und 1985). 1957 wurde dem mexikanischen Schauspieler Pedro Infante eine postume Auszeichnung zuteil.
| Jahr       | Preisträger            | Originaltitel                                                                            | Deutscher Titel                                            |
| ---------- | ---------------------- | ---------------------------------------------------------------------------------------- | ---------------------------------------------------------- |
| 1956       | Burt Lancaster         | Trapeze                                                                                  | Trapez                                                     |
| 1957       | Pedro Infante          | Tizoc                                                                                    | k. A.                                                      |
| 1958       | Sidney Poitier         | The Defiant Ones                                                                         | Flucht in Ketten                                           |
| 1959       | Jean Gabin             | Archimède le clochard                                                                    | Im Kittchen ist kein Zimmer frei                           |
| 1960       | Fredric March          | Inherit the Wind                                                                         | Wer den Wind sät                                           |
| 1961       | Peter Finch            | No Love for Johnnie                                                                      | Und morgen alles                                           |
| 1962       | James Stewart          | Mr. Hobbs Takes a Vacation                                                               | Mr. Hobbs macht Ferien                                     |
| 1963       | Sidney Poitier         | Lilies of the Field                                                                      | Lilien auf dem Felde                                       |
| 1964       | Rod Steiger            | The Pawnbroker                                                                           | Der Pfandleiher                                            |
| 1965       | Lee Marvin             | Cat Ballou                                                                               | Cat Ballou – Hängen sollst du in Wyoming                   |
| 1966       | Jean-Pierre Léaud      | Masculin féminin: 15 faits précis                                                        | Masculin – Feminin oder: Die Kinder von Marx und Coca-Cola |
| 1967       | Michel Simon           | Le vieil homme et l’enfant                                                               | Der alte Mann und das Kind                                 |
| 1968       | Jean-Louis Trintignant | L’homme qui ment                                                                         | Der Lügner                                                 |
| 1969– 1970 | Preis nicht vergeben   | Preis nicht vergeben                                                                     | Preis nicht vergeben                                       |
| 1971       | Jean Gabin             | Le chat                                                                                  | Die Katze                                                  |
| 1972       | Alberto Sordi          | Detenuto in attesa di giudizio                                                           | Untersuchungshaft                                          |
| 1973– 1974 | Preis nicht vergeben   | Preis nicht vergeben                                                                     | Preis nicht vergeben                                       |
| 1975       | Vlastimil Brodský      | Jakob der Lügner                                                                         | Jakob der Lügner                                           |
| 1976       | Gerhard Olschewski     | Verlorenes Leben                                                                         | Verlorenes Leben                                           |
| 1977       | Fernando Fernán Gómez  | El anacoreta                                                                             | Der Einsiedler                                             |
| 1978       | Craig Russell          | Outrageous!                                                                              | Ausgeflippt                                                |
| 1979       | Michele Placido        | Ernesto                                                                                  | Ernesto                                                    |
| 1980       | Andrzej Seweryn        | Dyrygent                                                                                 | Der Dirigent                                               |
| 1981       | Jack Lemmon            | Tribute                                                                                  | Ein Sommer in Manhattan                                    |
| 1981       | Anatoli Solonizyn      | Двадцать шесть дней из жизни Достоевского (Dwadzat schest dnei is schisni Dostojewskowo) | Sechsundzwanzig Tage im Leben Dostojewskis                 |
| 1982       | Michel Piccoli         | Une étrange affaire                                                                      | Eine merkwürdige Karriere                                  |
| 1982       | Stellan Skarsgård      | Den enfaldige mördaren                                                                   | Der einfältige Mörder                                      |
| 1983       | Bruce Dern             | That Championship Season                                                                 | Champions                                                  |
| 1984       | Albert Finney          | The Dresser                                                                              | Ein ungleiches Paar                                        |
| 1985       | Fernando Fernán Gómez  | Stico                                                                                    | k. A.                                                      |
| 1986       | Tuncel Kurtiz          | Hiuch Hagdi                                                                              | Das Lächeln des Lämmchens                                  |
| 1987       | Gian Maria Volonté     | Il caso Moro                                                                             | Die Affäre Aldo Moro                                       |
| 1988       | Manfred Möck           | Einer trage des anderen Last...                                                          | Einer trage des anderen Last …                             |
| 1988       | Jörg Pose              | Einer trage des anderen Last...                                                          | Einer trage des anderen Last …                             |
| 1989       | Gene Hackman           | Mississippi Burning                                                                      | Mississippi Burning – Die Wurzel des Hasses                |
| 1990       | Morgan Freeman a       | Driving Miss Daisy                                                                       | Miss Daisy und ihr Chauffeur                               |
| 1990       | Iain Glen              | Silent Scream                                                                            | Der lautlose Schrei                                        |
| 1991       | Maynard Eziashi        | Mister Johnson                                                                           | Mister Johnson                                             |
| 1992       | Armin Mueller-Stahl    | Utz                                                                                      | Utz                                                        |
| 1993       | Denzel Washington      | Malcolm X                                                                                | Malcolm X                                                  |
| 1994       | Tom Hanks              | Philadelphia                                                                             | Philadelphia                                               |
| 1995       | Paul Newman            | Nobody’s Fool                                                                            | Nobody’s Fool – Auf Dauer unwiderstehlich                  |
| 1996       | Sean Penn              | Dead Man Walking                                                                         | Dead Man Walking – Sein letzter Gang                       |
| 1997       | Leonardo DiCaprio      | Romeo + Juliet                                                                           | William Shakespeares Romeo & Julia                         |
| 1998       | Samuel L. Jackson      | Jackie Brown                                                                             | Jackie Brown                                               |
| 1999       | Michael Gwisdek        | Nachtgestalten                                                                           | Nachtgestalten                                             |
| 2000       | Denzel Washington      | The Hurricane                                                                            | Hurricane                                                  |
| 2001       | Benicio del Toro       | Traffic                                                                                  | Traffic – Macht des Kartells                               |
| 2002       | Jacques Gamblin        | Laissez-passer                                                                           | Der Passierschein                                          |
| 2003       | Sam Rockwell           | Confessions of a Dangerous Mind                                                          | Geständnisse – Confessions of a Dangerous Mind             |
| 2004       | Daniel Hendler         | El abrazo partido                                                                        | El Abrazo Partido                                          |
| 2005       | Lou Taylor Pucci       | Thumbsucker                                                                              | Thumbsucker                                                |
| 2006       | Moritz Bleibtreu       | Elementarteilchen                                                                        | Elementarteilchen                                          |
| 2007       | Julio Chávez           | El otro                                                                                  | Der Andere                                                 |
| 2008       | Reza Najie             | آواز گنجشک‌ها (Avaze Gonjeshk-ha)                                                         | Das Lied der Sperlinge                                     |
| 2009       | Sotigui Kouyaté        | London River                                                                             | London River                                               |
| 2010       | Grigori Dobrygin       | Как я провёл этим летом (Kak ja prowjol etim letom)                                      | How I Ended This Summer                                    |
| 2010       | Sergei Puskepalis      | Как я провёл этим летом (Kak ja prowjol etim letom)                                      | How I Ended This Summer                                    |
| 2011 b     | Shahab Hosseini        | جدایی نادر از سیمین (Jodaeiye Nader az Simin)                                            | Nader und Simin – Eine Trennung                            |
| 2011 b     | Babak Karimi           | جدایی نادر از سیمین (Jodaeiye Nader az Simin)                                            | Nader und Simin – Eine Trennung                            |
| 2011 b     | Peyman Moadi           | جدایی نادر از سیمین (Jodaeiye Nader az Simin)                                            | Nader und Simin – Eine Trennung                            |
| 2011 b     | Ali-Asghar Shahbazi    | جدایی نادر از سیمین (Jodaeiye Nader az Simin)                                            | Nader und Simin – Eine Trennung                            |
| 2012       | Mikkel Boe Følsgaard   | En kongelig affære                                                                       | Die Königin und der Leibarzt                               |
| 2013       | Nazif Mujić            | Epizoda u životu berača željeza                                                          | Aus dem Leben eines Schrottsammlers                        |
| 2014       | Liao Fan               | 白日焰火 (Bai Ri Yan Huo)                                                                | Feuerwerk am helllichten Tage                              |
| 2015       | Tom Courtenay          | 45 Years                                                                                 | 45 Years                                                   |
| 2016       | Majd Mastoura          | نحبّك هادي (Inhebbek Hedi)                                                                | Hedis Hochzeit                                             |
| 2017       | Georg Friedrich        | Helle Nächte                                                                             | Helle Nächte                                               |
| 2018       | Anthony Bajon          | La prière                                                                                | Auferstehen                                                |
| 2019       | Wang Jingchun          | 地久天长 (Di jiu tian chang)                                                             | Bis dann, mein Sohn                                        |
| 2020       | Elio Germano           | Volevo nascondermi                                                                       | Hidden Away                                                |